# Santuario di Oropa

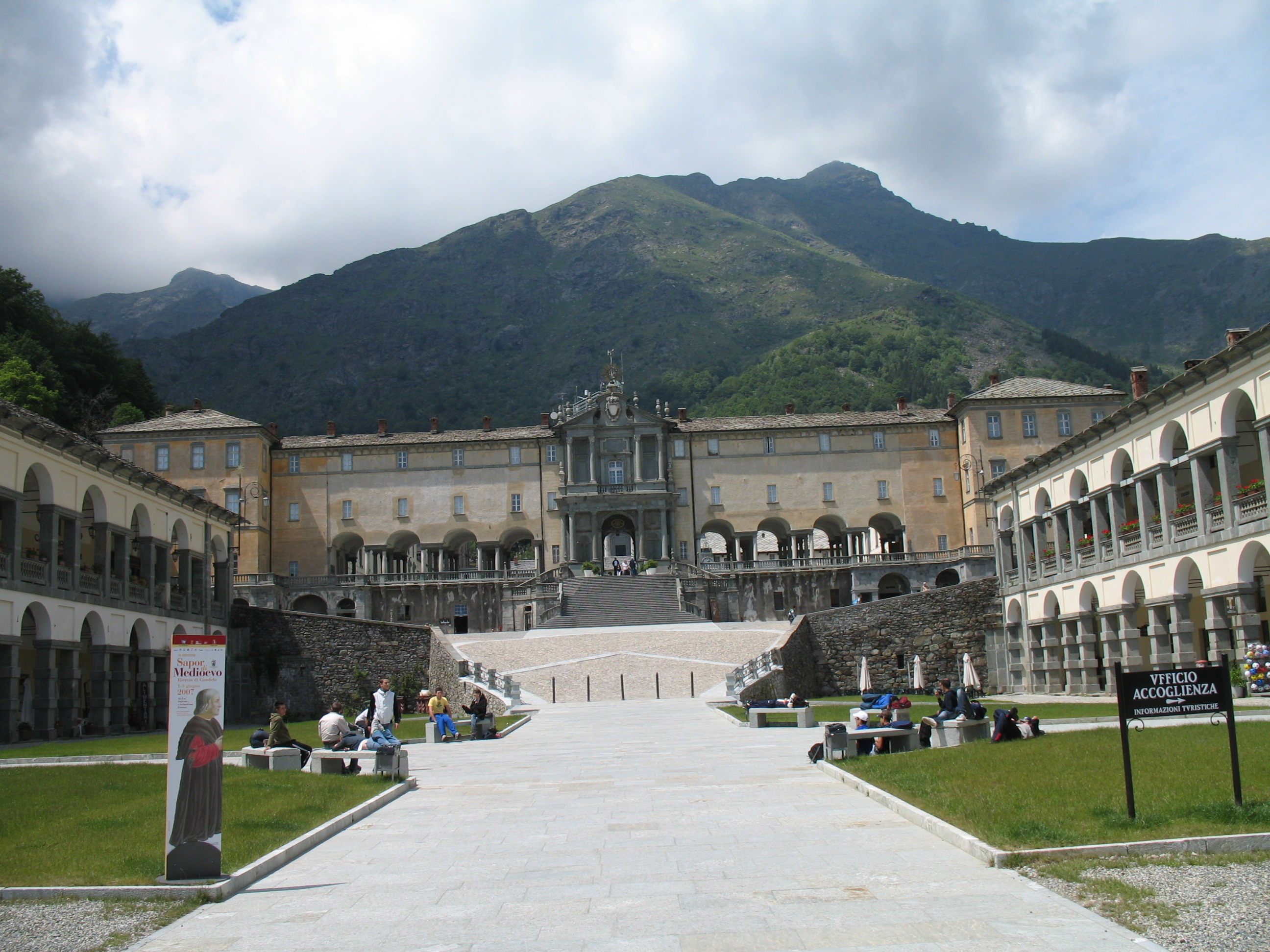
Santuario di Oropa

Santuario di Oropa é um santuário mariano localizado en uma montanha em Biella, na Itália. O seu ponto mais alto tem 1.200 m.
É um sitio religioso, dedicado a la "Virgem Preta" (Madonna Nera).

## Ligação externa
- Site oficial (em italiano)
- Sacrimonti.net
- Altimetria - percurso ciclístico

- Commons